# Stephen Fung
Stephen Fung Tak-Lun (cinese tradizionale: 馮德倫; cinese semplificato: 冯德伦; Hong Kong, 9 agosto 1974) è un attore, cantante e regista cinese originario di Hong Kong.

## Biografia e carriera
Nato ad Hong Kong, Stephen Fung Tak-Lun ha vissuto in America per gli anni del college, essendosi laureato all'Università del Michigan.
Ha debuttato al cinema nella pellicola Forbidden Nights (1990), interpretando la versione giovanile del protagonista. Nel 1998, è stato designato dalla stampa di Hong Kong come l'attore esordiente più di rilievo. Nel 2004 ha debuttato anche alla regia, con la pellicola Enter the Phoenix, di cui è stato anche sceneggiatore e interprete. Il film è stato distribuito dalla compagnia di Jackie Chan, JCE Movies, ed ha ottenuto anche buoni responsi di pubblico e critica. La seconda pellicola diretta da lui, House of Fury, è stata la sua prima collaborazione con il prominente direttore d'azione Yuen Wo Ping (Matrix, Kill Bill). House of Fury è stato il lungometraggio d'apertura all'Hong Kong International Film Festival del 2005, ha fatto inoltre parte della selezione straniera ufficiale del diciottesimo Tokyo International Film Festival.
Continuando parallelamente le carriere di attore e regista, nel 2009 Fung ha diretto Jump, sceneggiato e prodotto da Stephen Chow per Sony Columbia Pictures Asia. Nel 2012, Fung ha diretto i primi due capitoli di una trilogia intitolata Tai Chi Trilogy, Tai Chi Zero e Tai Chi Hero, che hanno incassato insieme un totale di circa 50 milioni di dollari nel mondo.

Fung è stato scelto anche per dirigere un remake della pellicola del 1999 Kickboxer, originariamente con Jean-Claude Van Damme, che sarà trasmesso nelle sale nel 2015.

## Vita privata
Dal 2012, Fung è impegnato con l'attrice taiwanese Shu Qi.

## Riconoscimenti
- Festival del cinema di Stoccolma – Premio come miglior regista
- Hong Kong Film Awards 2005 – Candidatura come miglior regista esordiente
- Channel V China 2009 – Premio come miglior regista esordiente
- Golden Melody Awards 2007 – Premio come miglior regista di un video musicale

## Filmografia[10]

### Attore
- Forbidden Nights (1990)
- Summer Snow (1995)
- The Log (1996)
- He Comes from Planet K (1997)
- First Love Unlimited (1997)
- Cheap Killers (1998)
- Bishōnen (1998)
- The Poet (1998)
- Metade Fumaca (1999)
- In fuga per Hong Kong (1999)
- Gen-X Cops (1999)
- The Sunshine Cops (1999)
- Dragon Heat (2000)
- Twelve Nights (2000)
- Un Baiser Volé (2000)
- The Green Hope (serial televisivo del canale TVB, (2000)
- Bio-Cops (2000)
- Gen-Y Cops (2000)
- My Schoolmate the Barbarian (2001)
- Healing Hearts (2001)
- La Brassiere (2001)
- Shadow (2001)
- The Avenging Fist (2001)
- 2002 (2001)
- Haunted Office (2002)
- Women from Mars (2002)
- The Irresistible Piggies (2002)
- Devil Face, Angel Heart (2002)
- Magic Kitchen (2004)
- Enter the Phoenix (2004)
- DragonBlade: The Legend of Lang (2005, doppiaggio)
- House of Fury (2005)
- 49il (2006)
- The Heavenly Kings (2006)
- Heavenly Mission (2006)
- All About Women (2008)
- The Fantastic Water Babes (2010)
- Virtual Recall (2010)
- Lost in London (2012)
- Tai Chi 0 (2012)
- Tai Chi Hero (2012)
- Badges of Fury (2013)
- Amazing (2013)
- Jìyuántái qīhào, regia di Yonfan (2019) - voce

### Sceneggiatore
- Heroes in Love (2001) (My Beloved, feat. Nicholas Tse)
- Enter the Phoenix (2004)
- House of Fury (2005)
- Jump (2009)

### Regista
- Heroes in Love (My Beloved, feat. Nicholas Tse)
- Enter the Phoenix (2004)
- House of Fury (2005)
- Jump (2009)
- Tai Chi 0 (2012)
- Tai Chi Hero (2012)
- Kickboxer[11]
- Gli avventurieri (The Adventurers) (2017)

## Discografia

### Solista
- Ai Bu Gou/Love Not Enough (1999)

Tracklist:
1. 我走走走
2. 愛不夠
3. 愛我2000
4. 愛情肥皂劇
5. 偷看
6. 恨我還想你
7. 門
8. 別來煩我
9. Fall In Love
10. 問號

- Gen-X Cops (colonna sonora, (1999)

Tracklist:
1. You Can't Stop Me (cantonese)
2. XXXX
3. 非走不可 (Remix)
4. Let Me Bleed
5. Can't Stop Me (cinese)
6. Terror From Sunrise (Strumentale)
7. The Gen-X Rave (Strumentale)
8. Baptism Of Fire (Strumentale)
9. The Final Jump (Strumentale)
10. The Eruption (Strumentale)

- 4 Green Hopes (EP, 2000)

Tracklist:
1. 新鮮人~ Green Hope
2. 新鮮人~ Luv Theme Whisper
3. 新鮮人~ Taylor Mix
4. 新鮮人~ Wah Wah Green Hope Mix

### DRY
| Album | Note                                                                                       |
| ----- | ------------------------------------------------------------------------------------------ |
| 1º    | Dry One - Pubblicazione: 1997 - Etichetta: Universal Music                                 |
| 2º    | Dry Two - Pubblicazione: 1998 - Etichetta: Universal Music                                 |
| 3º    | Dry Free - Pubblicazione: 1 ottobre 1998 - Etichetta: Universal Music                      |
| 4º    | Dry & Friends Music Is Alive - Pubblicazione: 1 novembre 1998 - Etichetta: Universal Music |

### Collaborazioni
| Informazioni                                                                                                   | Contributo                                   |
| --- | -------------------------------------------- |
| The Prophecy (世紀預言) - Artista: Nicholas Tse - Pubblicazione: 2001 - Etichetta: Emperor Entertainment Group | 11. Without Me (musica e testo)              |
| Me - Artista: Nicholas Tse - Pubblicazione: 2002 - Etichetta: Emperor Entertainment Group                      | 12. Let Me Die (testo)                       |
| Love Me Or Not (愛我不愛) - Artista: Kelly Chen - Pubblicazione: 1998-12 - Etichetta: Go East                  | 5. North Pole Snow (duetto feat. Kelly Chen) |